# NGC 350
NGC 350 est une petite galaxie lenticulaire située dans la constellation de la Baleine. NGC 350 a été découverte par l'astronome allemand Albert Marth en 1864.

## Caractéristiques
Sa vitesse par rapport au fond diffus cosmologique est de 5 753 ± 35 km/s, ce qui correspond à une distance de Hubble de 84,9 ± 6,0 Mpc (∼277 millions d'al).